# Бедряж (река)
Бедряж (устар. Бедряжка) — река в России, протекает по Пермскому краю. Устье реки находится в 22 км от устья реки Стреж. Длина реки составляет 13 км.

## Данные водного реестра
По данным государственного водного реестра России относится к Камскому бассейновому округу, водохозяйственный участок реки — Белая от города Бирск и до устья, речной подбассейн реки — Белая. Речной бассейн реки — Кама.
Код объекта в государственном водном реестре — 10010201612111100025766.